# Bezirk Brügge
Der Bezirk Brügge ist einer von acht Bezirken (Arrondissements) in der belgischen Provinz Westflandern. Er umfasst eine Fläche von 661,29 km² mit 286.616 Einwohnern (Stand: 1. Januar 2024) in zehn Gemeinden.

## Gemeinden im Bezirk Brügge
| Gemeinde      | Einwohner 1. Januar 2024 | Fläche km² | Dichte Einw./km² | NIS- Code | Postleitzahl           |
| ------------- | ------------------------ | ---------- | ---------------- | --------- | ---------------------- |
| Beernem       | 16.259                   | 71,68      | 227              | 31003     | 8730                   |
| Blankenberge  | 20.559                   | 17,41      | 1.181            | 31004     | 8370                   |
| Brügge        | 119.869                  | 138,40     | 866              | 31005     | 8000, 8200, 8310, 8380 |
| Damme         | 11.207                   | 89,52      | 125              | 31006     | 8340                   |
| Jabbeke       | 14.832                   | 53,76      | 276              | 31012     | 8490                   |
| Knokke-Heist  | 32.514                   | 56,44      | 576              | 31043     | 8300–8301              |
| Oostkamp      | 24.275                   | 79,65      | 305              | 31022     | 8020                   |
| Torhout       | 20.965                   | 45,23      | 464              | 31033     | 8820                   |
| Zedelgem      | 23.460                   | 60,34      | 389              | 31040     | 8210–8211              |
| Zuienkerke    | 2.676                    | 48,86      | 55               | 31042     | 8377                   |
| Bezirk Brügge | 286.616                  | 661,29     | 433              | 31000     | –                      |